# Бой у Домштадля
Бой у Домштадля (нем. Domstadl) — бой во время Семилетней войны, произошедший в Моравии 30 июня 1758 года между 14-тысячным прусским отрядом генерала фон Цитена и 15-тысячным австрийским отрядом генералов Лаудона и Сисковца у селения Домштадль (также Домштэдтель (нем. Domstädtel), ныне Домасов в Чехии (Domasov n. Bystricí). Бой закончился поражением пруссаков.
Весной и летом 1758 года 8-тысячный корпус генерала Лаудона составлял авангард армии Дауна в Моравии и Богемии и имел задачей действовать против коммуникаций противника. Генерал Лаудон, имевший большой опыт так называемой «малой войны», успешно справлялся с возложенной на него задачей, заставляя самого Фридриха отвлекаться на борьбу с диверсиями его отряда.
В июне австрийская разведка получила сведения о большом транспорте, направленном из Циттау пруссакам, осаждавшим Ольмюц и испытывавшим острую нехватку боеприпасов. Лаудон выступил навстречу, устроив засаду на дороге следования обоза в районе Гундерсдорфа (нем. Gundersdorf, ныне Гунтрамовице (Guntramovice) в Чехии). Генерал-майор барон Сисковиц со своим корпусом следовал за Лаудоном, составляя прикрытие.
Первая схватка с конвоем обоза, насчитывавшего 4000 подвод, закончилась 28 июня поражением австрийцев: потеряв 566 человек (из них 2 офицера и 51 солдата — убитыми, 4 офицера и 110 солдат — ранеными, 399 солдат — пленными) и одно орудие, Лаудон был вынужден отступить при известии о приближении гусаров Цитена. Пруссаки также понесли серьёзные потери: многие подводы были повреждены или взорваны, лошади перебиты, возницы разбежались. Прибывший Цитен, взявший на себя теперь командование конвоем, первым делом должен был отправить по соседним лесам и селениям своих гусаров на поиски возниц. Полтора дня понадобилось пруссакам на устранение повреждений, прежде, чем они смогли вновь двинуться в путь.
За это время Лаудон соединился с Сисковцем и вместе они организовали новую засаду у Домштадля. Пропустив мимо себя приблизительно 4000 человек конвоя, Лаудон дал сигнал к атаке. На сей раз атаке сопутствует полный успех. Лаудон взял 650 пленных, среди них, одного генерала, Сисковиц — 1000 пленных. Австрийцы также захватили 14 орудий. Потери пруссаков убитыми и ранеными составили примерно 2500 человек. Сам Цитен едва не погибает в этом бою. Из всего обоза пруссакам удалось довести до цели лишь 200 подвод. 1000 они были вынуждены сами взорвать во время бегства, остальные достались противнику. Несмотря на успех, потери Лаудона превысили тысячу человек.
Так как австрийцам удалось захватить прусский обоз с боеприпасами, направлявшийся к осажденному Ольмюцу, в результате фельдмаршалу Кейту пришлось снять осаду крепости, и прусские войска были вынуждены уйти обратно в Силезию. Их весенне-летний поход в Богемию и Моравию завершился безрезультатно. Лаудон за этот успех был произведён в фельдмаршал-лейтенанты.